# Rhyssemodes tenuisculptus
Rhyssemodes tenuisculptus är en skalbaggsart som beskrevs av Edmund Reitter 1892. Rhyssemodes tenuisculptus ingår i släktet Rhyssemodes och familjen Aphodiidae. Inga underarter finns listade i Catalogue of Life.